# Menahem Recanati
Menahem ben Benjamin Recanati (in ebraico מנחם בן בנימין ריקנטי ‎?) (Recanati, 1250 – 1310) è stato un religioso e rabbino italiano attivo verso la fine del XIII e inizi del XIV secolo. Fu uno dei maggiori esponenti italiani della Cabala ebraica.
Oltre alle sue decisioni, raccolte in Piskei Recanati (l'unica sua opera halakhica), Recanati scrisse un commentario cabalistico della Torah, un commentario del siddur e discussioni sui comandamenti. Piskei Recanati fu pubblicato per la prima volta a Bologna, nel 1538, e ripubblicato diverse volte successivamente.

## Opere
- Perush 'Al ha-Torah (Venezia, 1523), un'opera piena di deduzioni mistiche e significati basati sull'interpretazione testuale della Bibbia; descrive molte visioni e rivelazioni celestiali, che l'autore asserisce di aver avuto, sotto l'influenza di idee cabalistiche. Esprime il più alto rispetto per gli autori della Cabala, anche per quelli più recenti considerati apocrifi. L'opera fu tradotta in latino dal convertito Flavio Mitridate, su commissione del filosofo italiano Pico della Mirandola e ripubblicata, con un commentario di Mordecai Yoffe, a Lublino nel 1595.
- Perush ha-Tefillot e Ṭa'ame ha-Miẓwot, pubblicati insieme (Costantinopoli, 1543–1544; Basilea, 1581). Come i precedenti lavori, anche questi sono fortemente influenzati dal misticismo tedesco. Recanati cita frequentemente Judah he-Hasid di Ratisbona, Eleazar di Worms, e rispettivi discepoli, alludendo anche ai cabalisti spagnoli, tra cui Nahmanide. Sebbene Recanati avesse un'alta reputazione di santità, esercitò una minore influenza sui contemporanei che sui posteri. Come aiuto per le sue ricerche cabalistiche, studiò la logica e la filosofia, cercando quindi di supportare la Cabala con argomentazioni filosofiche.
- Posḳe Hilkot, Bologna, 1538.